# Thomas Otway
Thomas Otway (* 3. März 1652 in Trotton; † 4. April 1685 in London) war ein englischer Dramatiker in der Zeit der Stuart-Restauration.
Bühnenwerke:
1682, Das gerettete Venedig, (original: Venice Preserv'd) Tragödie

## Biografie
Nachdem Otway das Christ Church College in Oxford ohne Abschluss verlassen hatte, versuchte er sich als Dramatiker in London. Er lebte und starb jedoch in Armut. Theophilus Cibber berichtet in seinem Buch Lives of the Poets rund 70 Jahre später erstmals, Otway sei schließlich an einem Stück Brot erstickt, das er sich von einem erbettelten Guinea gekauft habe.
Seine erfolgreichsten und auch heute bekanntesten Stücke sind The Orphan, or The Unhappy Marriage (1680) sowie Venice Preserv’d, or a Plot Discover’d (1682). Letzteres ist die Vorlage für Hugo von Hofmannsthals Das gerettete Venedig (1905). Otways The History and Fall of Caius Marius (1680) adaptiert William Shakespeares Tragödie Romeo und Julia.
The Works of Mr Thomas Otway wurde erstmals im Jahre 1712 veröffentlicht.